# Лопово (хижа)
Вижте пояснителната страница за други значения на Лопово.
Хижа „Лопово“ се намира в централната част на Беласица планина на 1264 м надморска височина. Разположена е в местността Лопово, северно от беласишкия проход Демир капия.
Хижата е открита през 2012 г. Използва офицерското жилище на бивша погранична застава, която сега е изоставена. До нея води 14 километрово шосе с настилка макадам от с. Самуилово.
Хижата представлява двуетажна сграда с капацитет от 31 места, разпределени в стаи с по 4, 5, и 6 легла. Стаите се отопляват с печки с твърдо гориво. Има вътрешни санитарни помещения, кухня и столова.

### Туристически маршрути
Хижа Лопово е основен изходен пункт за туристически излети в западните части на Беласица планина. От подгорските села и хижата до билните части е нанесена лентова маркировка с жълта, синя и зелена боя. Маршрутите са, както следва.
- х. „Лопово“ – проход Демир капия 1:00 час, дистанция 3 км, изкачване 300 м. Следват се маркирани с жълта боя камионен път и пътеки до подбилния път.

- х. „Лопово“ – връх Радомир (Калабак) 2:30 часа, дистанция 6.5 км, изкачване 800 м. Следва се маршрута до прохода Демир капия. След прохода се поема по подбилния път на изток към връх Калабак. В подножието на върха от пътя се отделя стръмна пътека, която води до върха (0:45-1:00 часа).

- х. „Лопово“ – връх Тумба 6:00 часа, дистанция 20 км, изкачване 800 м. Следва се маршрута до прохода Демир капия. След прохода се поема по подбилния път на запад към връх Тумба покрай върховете Карталкая и Лозен.

Маршрутите до х. Лопово са както следва:
- от село Самуилово до хижата води камионен път, маркиран с жълта боя – 4:30 часа, дистанция 14 км, изкачване 1000 м. По маршрута има преки пътеки, маркирани със синя боя. Те скъсяват времето до 3:00 часа и дистанцията до 8 км.

- от село Коларово до хижата води пътека, маркиран със зелена боя – 4:30 часа, дистанция 7.7 км, изкачване 1000 м.

- от хижа Конгур до хижа Лопово води камионен път, маркиран с червена, а след прохода Демир капия – с жълта боя – 5:00 часа, дистанция 15 км, изкачване 800 м (с изкачване на връх Радомир (Калабак)).